# Кабельная
Ка́бельная — железнодорожная станция Свердловской железной дороги, в Пермском железнодорожном узле. Располагается на линии, идущей со станции Пермь-Сортировочная до станции Лёвшино.
Станция Кабельная относится к Пермскому отделению дороги. Ближайшие станции — Лёвшино и Комплекс ППИ (10 км). Осуществляется приём и выдача грузов на подъездных путях.
Станция Кабельная была открыта 16 марта 1962 года одновременно с соседней станцией Блочная. Основной объём грузов станции составляет продукция ОАО «Камский кабель». Обслуживанием станции занимаются 11 человек.

## Пассажирское движение
17 мая 2022 года станция Кабельная вошла в маршрут Пермского наземного метро, а именно в маршрут линии Пермского центрального кольца. По маршруту кольца движутся исключительно пассажирские электропоезда ЭС2Г («Ласточка»). В день на станцию приезжают 6 рейсов, из которых 3 рейса в сторону часовой стрелки, 3 — против часовой.